# Val naar de top
Valley of the Dolls is de debuutroman van de Amerikaanse schrijfster Jacqueline Susann. Het boek werd gepubliceerd in 1966 en was de bestverkochte roman van het jaar. In 2016 waren er meer dan 31 miljoen exemplaren van verkocht, waardoor het een van de bestverkochte fictiewerken aller tijden is. De Nederlandse vertaling van het boek door Hans de Vries verscheen in 1975 onder de naam Val naar de top.

## Verhaal
In 1945 verhuist de mooie maar naïeve Anne Welles naar New York om te ontsnappen aan de verveling van haar geboortestad in Massachusetts. Ze vindt werk als secretaresse van Henry Bellamy, een entertainmentadvocaat, en raakt bevriend met Neely O'Hara, een uitbundige aspirant-actrice. Lyon Burke, een werknemer van Henry, keert na de Tweede Wereldoorlog terug naar het agentschap en Anne wordt snel verliefd op hem, ondanks Henry's waarschuwing. Ondertussen heeft Anne verschillende afspraakjes met Allen Cooper, een eenvoudige verkoper. Allen onthult plotseling dat hij een miljonair is die zich voordoet als een gewoon persoon om er zeker van te zijn dat Anne's gevoelens oprecht zijn. Hij vraagt Anne ten huwelijk en hun liefdesverhaal wordt een mediasensatie.
Anne raakt bevriend met Helen Lawson, een briljante, meedogenloze, ongelukkige Broadway-legende. Neely wordt ingehuurd voor Helens nieuwste show, maar Helen heeft een hekel aan haar en minimaliseert haar rol. Anne gebruikt haar vriendschap met Lyon om Neely een grotere rol te bezorgen en Neely kent haar grote doorbraak. Helen maakt op wrede wijze duidelijk aan Anne dat ze alleen geïnteresseerd was in haar vriendschap voor de kans op een seksuele relatie met Allens vader. Anne raakt ook bevriend met Jennifer North, een goedhartige jonge actrice die beroemd is om haar aantrekkelijke figuur.
Op de openingsavond van de show gaan Anne en Lyon voluit voor elkaar en Anne en Allen gaan uiteen. De productie is een enorm succes. Neely's populariteit schiet als een raket de hoogte in en ze verhuist naar Californië om een filmcarrière te beginnen. Annes moeder sterft en ze keert terug naar haar geboorteplaats met Lyon, die het agentschap wil verlaten om in Annes ouderlijk huis te wonen en romans te schrijven. Hoewel Anne heel veel van Lyon houdt, weigert ze terug te verhuizen naar Massachusetts. Lyon verbreekt de relatie met Anne en verhuist naar Engeland om te schrijven, waardoor Anne met een gebroken hart achterblijft. Hoewel Anne er jaren over doet om de breuk te verwerken, wordt ze uiteindelijk een model voor schoonheidsproducten en begint ze te daten met de eigenaar van het cosmeticabedrijf, de oudere, rijke Kevin Gillmore.
Ondertussen begint Jennifer een relatie met de onvolwassen, seks-geobsedeerde zanger Tony Polar, maar hun romance wordt regelmatig onderbroken door zijn dominante oudere zus, Miriam. Jennifer zet Tony onder druk om met haar te trouwen en raakt snel zwanger. Nadat ze herenigd is met een steeds minder sympathieke Neely, die midden in een affaire zit, wordt Jennifer afhankelijk van zogenaamde 'dolls', amfetaminen en barbituraten om haar gespannen zenuwen te kalmeren. Uiteindelijk onthult Miriam waarom ze tegen de relatie tussen Jennifer en Tony was: Tony heeft een ontwikkelingsstoornis en de baby zal die waarschijnlijk erven. Helemaal ondersteboven door dit nieuws laat Jennifer een abortus plegen en stemt ermee in om van Tony te scheiden. Jennifer verhuist vervolgens naar Europa en vindt werk in arthousefilms, die vanwege de naaktheid in de Verenigde Staten als softcore-pornografie worden beschouwd.
In 1950 is Neely een gevierde actrice geworden die geniet van een lucratieve filmcarrière en tweelingzonen heeft met haar tweede echtgenoot. De lange werkdagen en de stress veroorzaakt door de ontrouw van haar man (met zowel mannen als vrouwen) maken haar echter afhankelijk van 'dolls' en ze wordt steeds minder populair bij de studio vanwege haar driftbuien en onprofessioneel gedrag. Neely neemt per ongeluk een overdosis pillen, maar herstelt volledig. Toch wordt ze ontslagen door de studio en vervangen door de jonge minnares van de baas. Anne komt weer in contact met Neely en Kevin stelt voor om Neely's carrière nieuw leven in te blazen door haar te laten zingen in een op televisie uitgezonden spektakel voor zijn merk. Neely weigert in eerste instantie, maar na een succesvol optreden in een eetclub en een ontmoeting met een agressieve Helen stemt ze toe. Ze kan de stress van de repetities echter niet aan en neemt een overdosis om niet te hoeven optreden. Tot Anne's verdriet verdwijnt Neely naar Europa.
Jennifer, die nog steeds in Europa is, wordt onder druk gezet om plastische chirurgie te ondergaan. Omdat ze altijd gelogen heeft over haar werkelijke leeftijd, is ze nu tien jaar ouder dan de 27 jaar die ze beweerde te zijn. Ontevreden met haar Europese carrière en vriendje, keert ze terug naar de Verenigde Staten. Drie jaar later verlooft ze zich met een oudere senator, van wie ze denkt dat hij niet alleen voor haar lichaam van haar houdt, en is ze enthousiast om te trouwen en een kind te krijgen. Maar een routinetest onthult dat ze borstkanker heeft en een mastectomie nodig heeft, een behandeling die haar waarschijnlijk onvruchtbaar zal maken. Nadat haar verloofde zegt dat hij geen kinderen wil en een opmerking maakt waarin hij suggereert dat hij alleen geïnteresseerd is in haar lichaam, raakt Jennifer ervan overtuigd dat er nooit iemand van haar zal houden om wie ze is. Ze verlaat het ziekenhuis en pleegt zelfmoord.
Neely duikt weer op tijdens Jennifers begrafenis. Ze is haar stem kwijt, blijkbaar door psychologische problemen. Na een mislukte poging tot zelfverminking wordt Neely opgenomen in een instelling, waar Anne uit schuldgevoel voor betaalt. Ondertussen keert Lyon terug naar New York en zoekt weer contact met Anne, tot grote ergernis van Kevin. Anne kan haar passie voor Lyon niet onderdrukken en de twee beginnen een affaire. Kevin komt hier uiteindelijk achter en maakt het uit met Anne. Enige tijd later vindt Neely haar stem weer terug na een geïmproviseerd optreden in een sanatorium met een inmiddels onbekwaam verklaarde Tony Polar. Anne werkt samen met Henry om Lyon zover te krijgen zijn kansloze carrière als schrijver op te geven en partner te worden bij het agentschap, waarbij Henry Lyon geld leent dat in het geheim van Anne komt.
Neely, die zwaarlijvig is geworden, plant met succes haar comeback. Anne en Lyon trouwen en Anne raakt snel zwanger, maar haar geluk is van korte duur wanneer Neely eist dat Lyon haar overal begeleidt tijdens haar comebacktour. Lyon hoort van Neely hoe Anne hem in het geheim geld heeft geleend en voelt zich verontwaardigd en in zijn eer gekrenkt. Hij en Neely beginnen een schaamteloze openbare affaire. Henry overtuigt Anne om de vernedering te ondergaan en te doen alsof ze niets weet, en verzekert haar dat Lyon Neely beu zal worden en naar haar terug zal keren. De affaire duurt jaren, waarbij Neely Lyon onder druk zet om zijn huwelijk te beëindigen. Anne wordt afhankelijk van de 'dolls' om te ontspannen, maar Lyon blijft met tegenzin bij Anne. Nadat hij Annes lening heeft terugbetaald, verbreekt hij de affaire (waarbij hij Neely als cliënt verliest), maar begint snel een nieuwe affaire met een jeugdige, opkomende zangeres. Hoewel Anne uiteindelijk toegeeft dat Lyon nooit zal stoppen met affaires, overtuigt ze zichzelf ervan dat haar verliefdheid zal uitdoven en dat ze gevoelloos zal worden voor al haar pijn, voordat ze weer naar haar ‘dolls’ grijpt.

## Achtergrond
Susann had blijkbaar al een tijdje over de roman nagedacht. Een paar jaar eerder was ze me bevriende actrice Beatrice Cole begonnen aan Underneath the Pancake, een showbusinessroman. Later overwoog ze een roman te schrijven over drugsgebruik in de showbusiness, genaamd The Pink Dolls.
Valley of the Dolls wordt beschouwd als een sleutelroman, met personages gebaseerd op beroemde figuren zoals Judy Garland, Carole Landis, Dean Martin en Ethel Merman.
Susann droeg het boek op aan haar poedel Josephine en aan haar echtgenoot Irving Mansfield.

## Ontvangst
Het boek werd op 10 februari 1966 uitgegeven door Bernard Geis Associates.
Publishers Weekly noemde de roman in een recensie "groot, briljant en sensationeel", maar "slecht geschreven". Het boek kreeg overwegend negatieve recensies. Feministe Gloria Steinem bekritiseerde het boek in de New York Herald Tribune,  net als The New York Times. Time noemde het het "Dirty Book of the Month" en zei: "Het zou nauwkeuriger kunnen worden omschreven als een zeer effectief kalmeringsmiddel, een levende 'doll'".
Ondanks de slechte recensies was het boek een enorm commercieel succes. Op 8 mei 1966, in de negende week op de lijst, bereikte het boek de eerste plaats op de New York Times Best Seller List, waar het 28 opeenvolgende weken bleef staan. Met een totale duur van 65 weken op de lijst werd het boek de bestverkochte roman van 1966. Tegen de tijd dat Susann in 1974 overleed, was het in het Guinness Book of World Records opgenomen als de bestverkochte roman ooit, met meer dan 17 miljoen verkochte exemplaren. In 2016 waren er meer dan 31 miljoen exemplaren van het boek verkocht.

## Bewerkingen en vertolkingen
In 1967 kwam een verfilming met dezelfde naam uit, geregisseerd door Mark Robson (Peyton Place) en geproduceerd door Robson en David Weisbart. De hoofdrollen worden vertolkt door Barbara Parkins (Anne), Patty Duke (Neely), Paul Burke (Lyon), Sharon Tate (Jennifer) en Susan Hayward (Helen). Het scenario werd geschreven door Helen Deutsch (National Velvet) en Dorothy Kingsley (Seven Brides for Seven Brothers). Net als het boek was de film, hoewel de recensies vernietigend waren, een enorme kaskraker en werd de zesde populairste film van het jaar in de Verenigde Staten met een opbrengst van 44 miljoen dollar aan de kassa. Susann, die een cameo in de film had als nieuwsverslaggever, haatte de film.  De film werd in latere jaren een gevierde cultklassieker, vaak aangehaald als een belangrijk voorbeeld van camp in de cinema.
Vanwege het succes van de verfilming werd er door Fox begin 1968 overhaast een vervolg ontwikkeld. Susann gaf de film een titel, Beyond the Valley of the Dolls, en een verhaallijn waarbij Anne Welles de overstap maakte naar televisiejournalistiek terwijl ze probeerde haar tienerdochter Julie op te voeden als alleenstaande moeder na alweer een moeizame liefdesaffaire met Lyon Burke. Na een jaar werk door twee scenarioschrijvers was er nog steeds geen script dat de leidinggevenden van Fox wilden produceren en werden Susann en haar man, Irving Mansfield, die als producent optrad, uit het project gezet. Beyond the Valley of the Dolls werd een officieus vervolg op de eerste film, dat gemaakt en uitgebracht werd in 1970 als een satirisch muzikaal melodrama. Sexploitation-filmmaker Russ Meyer produceerde en regisseerde de film naar een scenario van zijn vriend, filmrecensent Roger Ebert van de Chicago Sun-Times. Hoewel de film een bescheiden kassucces was en later een cultklassieker, resulteerde de X-rated film uiteindelijk in een succesvolle rechtszaak van Susann over het gebruik van naaktheid en geweld in de film. Vanwege de juridische problemen met Susann werden de personages Anne en Lyon hernoemd en opnieuw gecast zonder Parkins en Burke.
De roman werd in 1981 door Fox opnieuw bewerkt voor televisie als Jacqueline Susann's Valley of the Dolls, een miniserie die geregisseerd werd door Walter Grauman, met Susann's weduwnaar, Irving Mansfield, als uitvoerend producent. In deze versie werden de hoofdrollen gespeeld door Catherine Hicks, Lisa Hartman en Veronica Hamel. In 1994 werd Valley of the Dolls uitgezonden, een late-night gesyndiceerde televisiesoap waarvan één seizoen bestaande uit 65 afleveringen werd gemaakt. Het uitgangspunt was een vrije bewerking van de roman. BBC Radio 4 zond een dramatisering van vijftien afleveringen uit, geschreven door Yvonne Antrobus, gedurende drie weken in augustus en september 2005.
| Personage      | Valley of the Dolls (1967) | Jacqueline Susann's Valley of the Dolls (1981) | Valley of the Dolls (1994) |
| -------------- | -------------------------- | ---------------------------------------------- | -------------------------- |
| Helen Lawson   | Susan Hayward              | Jean Simmons                                   | Sally Kirkland             |
| Neely O'Hara   | Patty Duke                 | Lisa Hartman                                   | Melissa De Sousa           |
| Jennifer North | Sharon Tate                | Veronica Hamel                                 | Colleen Morris             |
| Anne Welles    | Barbara Parkins            | Catherine Hicks                                | Sharon Case                |